# Курсинг

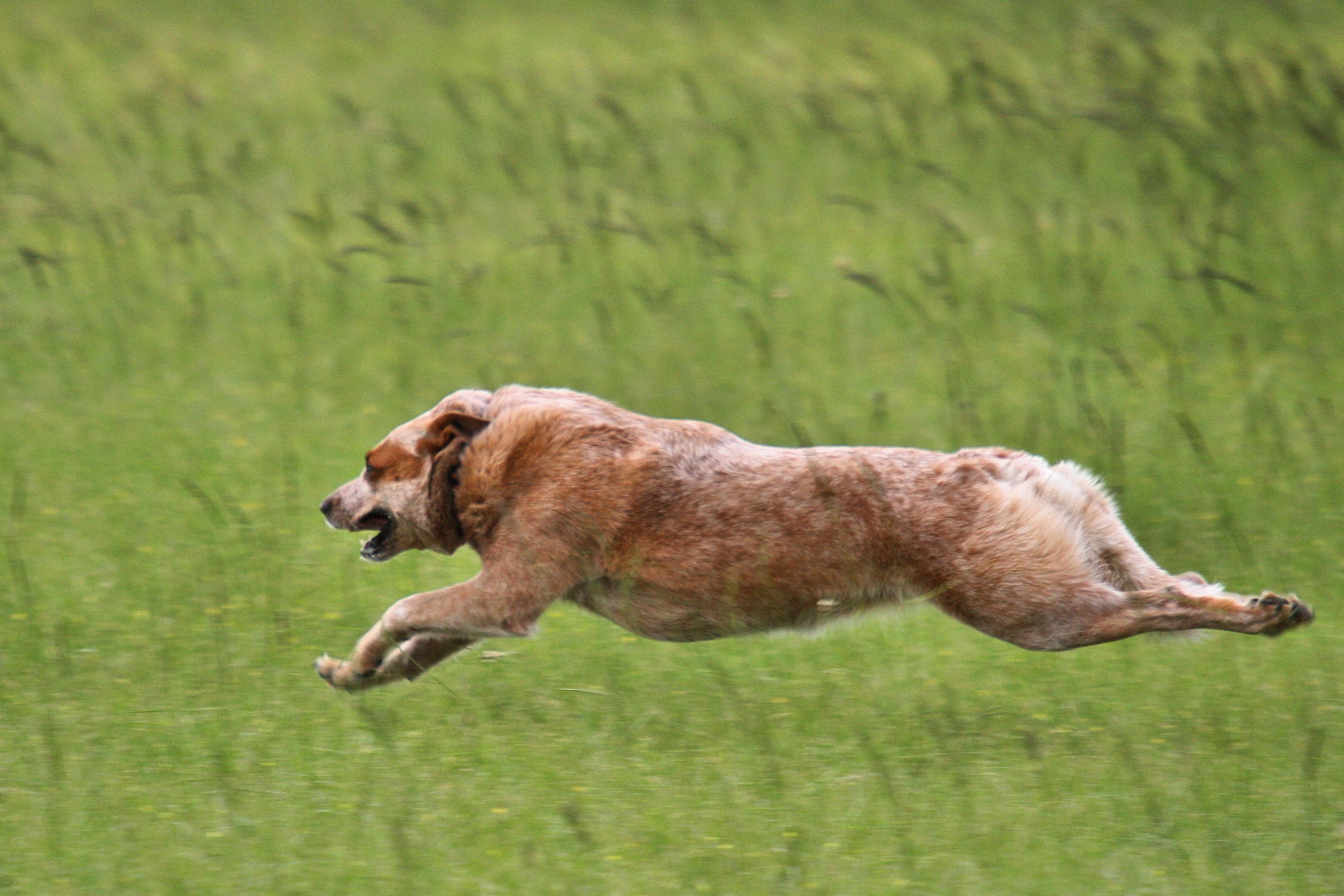
Собака на курсинговой трассе.

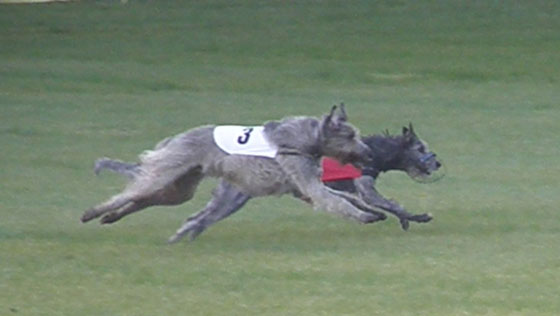
Ирландские волкодавы на трассе курсинга.

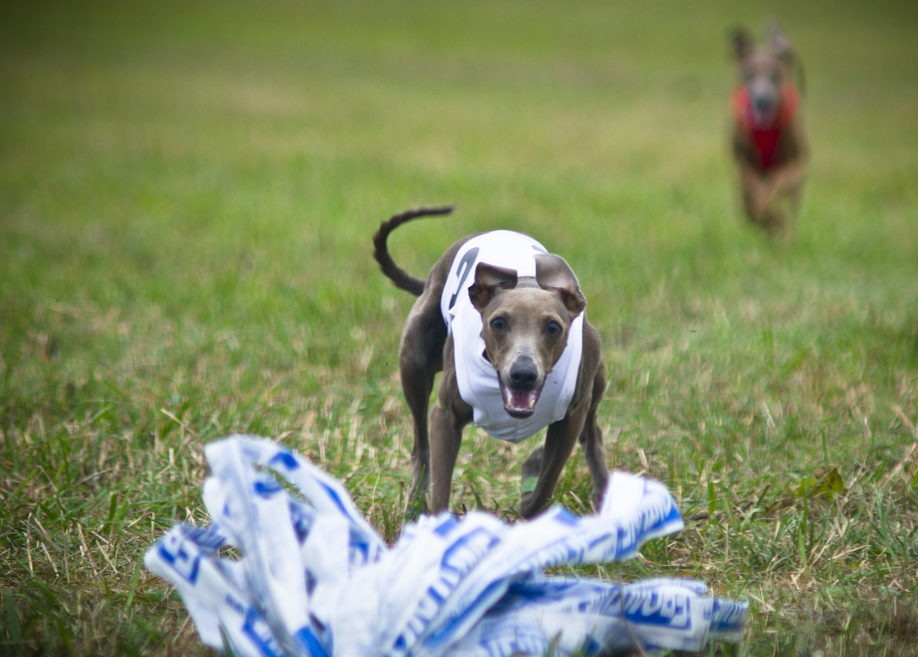
Левретка ловит приманку.

Курсинг (англ. lure coursing) — это полевые испытания с приманкой, имитирующие преследование и поимку зверя (заяц, лиса) в поле, позволяющие собакам демонстрировать свои рабочие качества.
Проще говоря, это бега за механическим зайцем (лисой). Является одним признанных Международной кинологической федерацией (МКФ (FCI)) видов кинологического спорта. Наибольшей популярностью пользуется среди владельцев пород собак 10-й группы (борзые).
Установка для имитации получила название «механический заяц». Это простое устройство состоит из электромотора с катушкой, на которую сматывается шнур, растянутый по полю, с приманкой на конце. Для имитации поворотов на поле устанавливают ролики, вокруг которых растягивают шнур с приманкой.
Приманка должна быть сделана из легкой заячьей шкуры длиной около 40 сантиметров или сходного материала, а при влажной погоде может быть использован пластик или ткань. Поворотные ролики не должны быть окрашены в яркие цвета и не должны блестеть. Схему расстановки роликов на поле реализует руководитель забегов, но в любом случае должны соблюдаться общие требования к расстоянию между роликами и углами поворотов, чтобы более объективно оценить работу собак.

## Правила курсинга
Длина трассы должна составлять:
- от 400 до 700 метров — для уиппетов, левреток и басенджи,
- от 500 до 1 000 метров — для всех других пород.

Трасса на курсинге имеет несколько поворотов, в том числе и под очень острыми углами. Таким образом, собака должна обладать не только скоростью, но и маневренностью, наблюдательностью, интеллектом. Судьи на соревнованиях по курсингу оценивают каждую собаку не исключительно по времени прохождения трассы, а по нескольким параметрам: скорость, энтузиазм, интеллект, маневренность, выносливость.